# 柳布林卡
46°11′9″N 34°34′18″E / 46.18583°N 34.57167°E
柳布林卡（烏克蘭語：Люблинка）是位於烏克蘭南部的村莊，由赫爾松州海尼切斯克區的海尼切斯克市镇負責管轄。該村始建於1930年，面積33.5平方公里，海拔高度7米，2001年人口103，人口密度每平方公里3.1人。